# Lexias
Lexias es un género de  Lepidoptera de la familia Nymphalidae (subfamilia Limenitidinae), cuenta con 17 especies reconocidas científicamente.

## Especies
- Lexias acutipenna (Chou & Li, 1994)
- Lexias aeetes (Hewitson, 1861)
- Lexias aegle (Doherty, 1891)
- Lexias aeropa (Linnaeus, 1758)
- Lexias albopunctata (Crowley, 1895)
- Lexias bangkana (Hagen, 1892)
- Lexias canescens  (Butler, 1869)
- Lexias cyanipardus (Butler, 1869)
- Lexias damalis (Erichson, 1834)
- Lexias dirtea (Fabricius, 1793)
- Lexias elna (van de Poll, 1895)
- Lexias hikarugenzi (Tsukada & Nishiyama, 1980)
- Lexias immaculata (Snellen, 1890)
- Lexias panopus (C. & R. Felder, 1861)
- Lexias pardalis (Moore, 1878)
- Lexias perdix (Butler, 1884)
- Lexias satrapes (C. & R. Felder, 1861)

## Localización
Las especies de este género biológico, se encuentran distribuidas en el sudeste de Asia y Australasia. 